# Шухевич, Юрий Романович
Ю́рий Богда́н Рома́нович Шухе́вич (укр. Юрій-Богдан Романович Шухевич; 28 марта 1933, Оглядов, Львовское воеводство, Польша — 22 ноября 2022, Мюнхен, Германия) — украинский политический деятель, Глава УНА-УНСО (в 1990—1994 и 2005—2014 годах), народный депутат Украины VIII созыва, в прошлом — советский диссидент и политзаключённый, отбывший в местах лишения свободы в общей сложности около 30 лет, сын Романа Шухевича. Герой Украины (2006).

## Биография

### Ранние годы

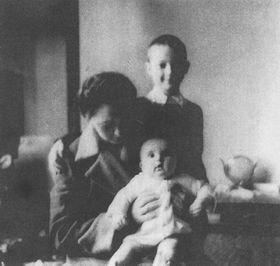
Семья Юрия Романовича Шухевича

Родился 28 марта 1933 года в селе Оглядов Львовского воеводства Польши (теперь Львовская область Украины) в семье активного деятеля Организации украинских националистов и будущего главы УПА Романа Шухевича.
С 1939 по 1941 год Шухевичи жили в Кракове, а с 1941 года — во Львове. За связь с антисоветским подпольем мать и бабушку Юрия в 1945 году арестовали, а его с сестрой поместили в чернобыльский детдом. В 1946 году Юрия с сестрой перевели в донецкий детдом, откуда ему вскоре удалось бежать и вернуться в родные места.

### Арест и заключение
В 1948 году он вернулся в Донецк, чтобы забрать сестру, но был арестован. В 1949 году суд приговорил его к 10 годам исправительно-трудовых лагерей. Срок отбывал в Дубравлаге.
В 1950 году Юрия Шухевича этапировали на Западную Украину для опознания тела отца, убитого спецотрядом МГБ 5 марта того же года. В 1954 году он был освобождён по амнистии, но в том же году был вновь арестован и отправлен обратно в тюрьму.
В 1958 году суд продлил Шухевичу заключение ещё на 10 лет. Свой второй срок он отбывал в мордовских лагерях. Освободившись в 1968 году, Шухевич был вынужден уехать жить в Нальчик, так как в течение 5 лет ему запрещалось жить на Украине. Там он работал электриком. Войдя в диссидентские круги, Юрий Шухевич написал антисоветскую брошюру, которая была найдена во время очередного обыска его квартиры. За это суд в 1972 году приговорил его в очередной раз к 10 годам лишения свободы.
Первые 7 лет своего третьего срока Юрий Шухевич отбывал в одной из владимирских тюрем. В 1973 году он написал письмо в ООН, за что его срок был продлён ещё на один год. С 1979 года Юрий Шухевич находился в заключении в Татарской АССР. Из-за тяжёлых условий содержания Юрий Шухевич ослеп. Проведённая в 1982 году операция результатов не дала. После выхода из тюрьмы в 1983 году, Юрий Шухевич в течение 6 лет насильно содержался в доме для инвалидов в Томской области. Лишь в октябре 1989 года ему удалось вернуться во Львов.

### Деятельность в УНА-УНСО
Несмотря на плохое здоровье, Юрий Шухевич сразу же стал заниматься политикой. При его активном участии 30 июля 1990 года была создана Украинская межпартийная ассамблея (УМА), в состав которой вошли несколько правых партий и общественных организаций. 1 июля 1990 года Юрий Шухевич был избран главой УМА, впоследствии организационно оформившейся в самостоятельную партию и сменившей название на Украинская национальная ассамблея (УНА). На парламентских выборах в марте 1994 года он баллотировался на пост народного депутата Украины от Золочевского одномандатного (№ 277) избирательного округа, но получил лишь 7,44 % голосов и избран не был. Председателем УНА (УНА-УНСО) Юрий Шухевич являлся до августа 1994 года, когда его здоровье и отношения с другими руководителями этой партии окончательно испортились. После этого он ушёл из активной политической жизни, возглавив общественную организацию «Галицкий выбор» (укр. «Галицький вибір») во Львове.
В начале 2006 года Юрий Шухевич вернулся в политику и вошёл в избирательный список УНА-УНСО под номером 1. Партия, однако, выборы проиграла, и Юрий Шухевич в парламент не прошёл. Во время избирательной кампании был в Севастополе, где выступал на русском языке.
19 августа 2006 года Юрию Шухевичу было присвоено звание «Герой Украины» — за гражданское мужество, многолетнюю общественно-политическую и правозащитную деятельность во имя обретения независимости Украины.
15 октября 2006 года УНА-УНСО вновь избрала Юрия Шухевича своим председателем.

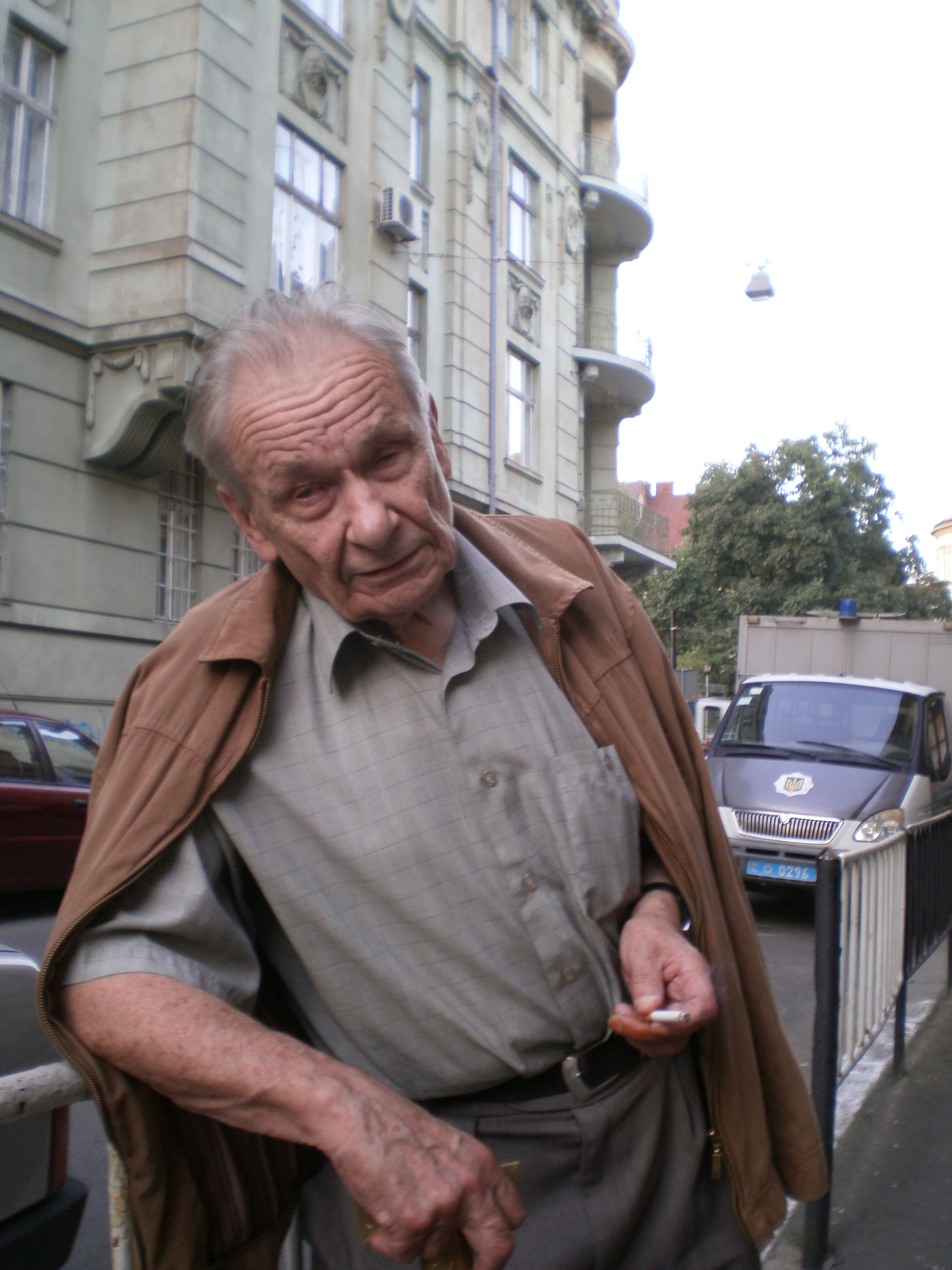
Юрий Шухевич в сентябре 2014 года

12 октября 2007 года отцу Юрия Шухевича — Роману Шухевичу указом президента Украины Виктора Ющенко также было посмертно присвоено звание «Герой Украины». Награду принял Юрий Шухевич. 21 апреля 2010 Донецкий окружной апелляционный админсуд по иску профессора Донецкого медицинского университета Анатолия Соловьёва признал незаконным и отменил указ о героизации Шухевича.
В одном из интервью 2010 года заявил, что Кубань, Белгородчина и южный Дон — украинские земли, которые рано или поздно вернутся в состав Украины, и «мы сможем возобновить украинскую Украину от Тисы по Кавказ».
В феврале 2014 года подписал обращение культурных и общественных деятелей Галиции с требованием не навязывать дончанам или крымчанам галицкого образа жизни, чтобы они не чувствовали себя чужими на Украине.

### Народный депутат Украины

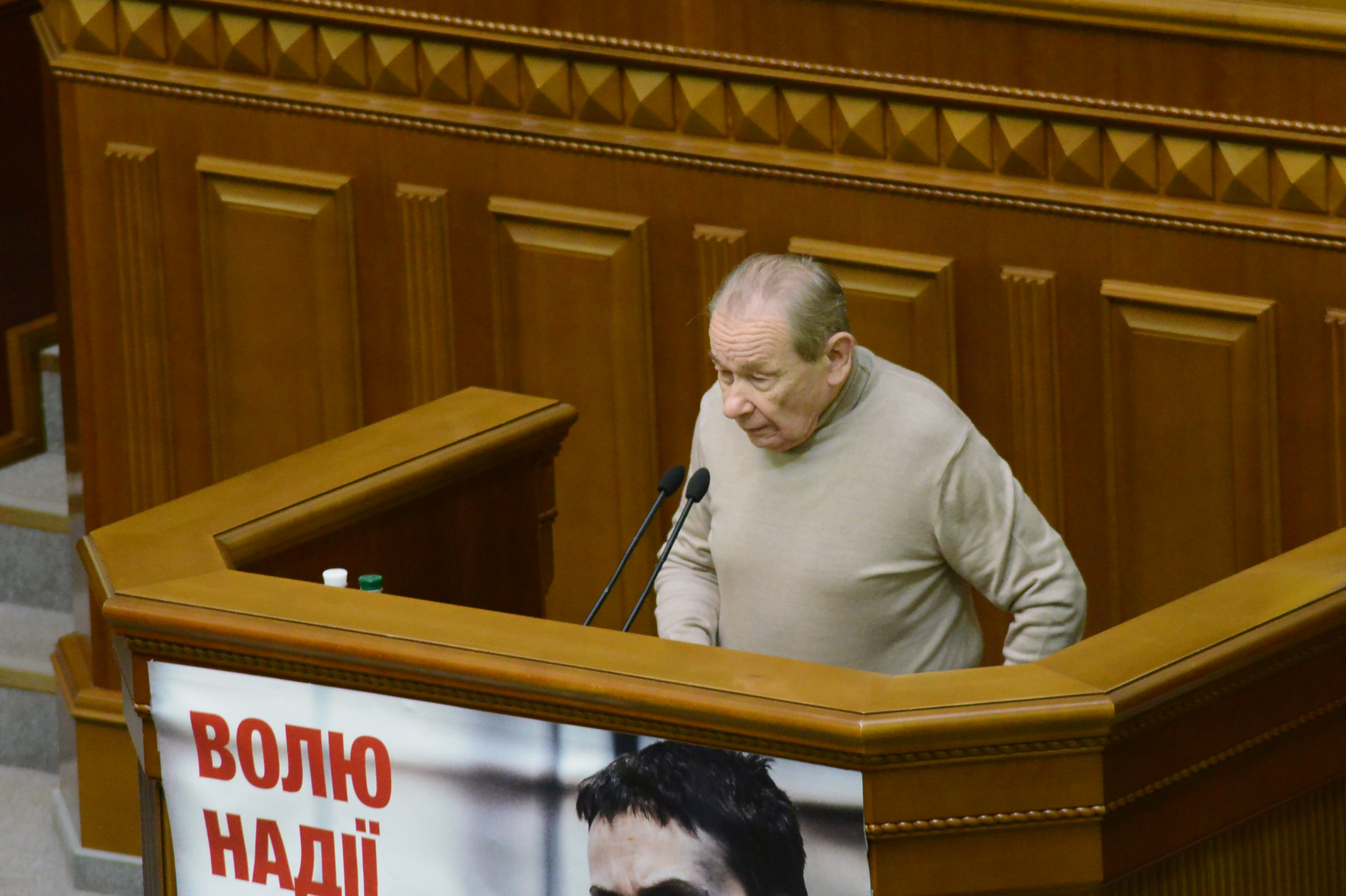
Юрий Шухевич в Верховной Раде Украины в 2015 году

Участвовал в парламентских выборах 26 октября 2014 года в партийном списке «Радикальной партии Олега Ляшко», из-за чего был снят с должности председателя УНА-УНСО. По итогам выборов прошёл в Верховную Раду, став народным депутатом Украины VIII созыва.
Являлся одним из авторов законопроекта о разрыве дипломатических отношений с Россией.
Голосовал против утверждения Ирины Геращенко первым заместителем председателя Верховной Рады Украины.
4 мая 2017 года в ходе круглого стола на тему «Обвинения украинцев в антисемитизме, как элемент стратегии информационной войны РФ против Украины», состоявшегося во Львовской областной библиотеке, призвал участников «активно использовать исторический термин „жиды“ вместо привнесённого Красной Россией „евреи“».
1 ноября 2018 года были введены российские санкции против 322 граждан Украины, включая Юрия-Богдана Шухевича.

### Смерть
Скончался 22 ноября 2022 года, находясь на лечении в Германии. Похороны состоялись 10 декабря. Согласно последней воле умершего, его похоронили в одной могиле с последней связной его отца Дарьей Гусяк на поле почётных захоронений № 67 Лычаковского кладбища во Львове.

## Семья
В период проживания в Нальчике Шухевич вступил в первый брак, в котором родились двое детей. Брак распался из-за тюремного заключения после 1972 года. В 1996 году Шухевич женился во второй раз — на дочери украинских эмигрантов Лесе Кальваровской.